# بايت دانس
بايت دانس هي شركة صينية لتكنولوجيا الإنترنت تشغل العديد من منصات المحتوى التي تدعم التعلم الآلي، ومقرها في هايديان، بكين. ومسجلة في جزر كايمان. أسسها تشانغ يي مين في عام 2012.
المنتج الأساسي ل بايت دانس توتيو ("العناوين")، وهي منصة محتوى في الصين وفي جميع أنحاء العالم. بدأت توتيو كمحرك لتوصيات الأخبار وتطورت تدريجياً إلى منصة تقدم محتوى في مجموعة متنوعة من التنسيقات، مثل النصوص والصور ومشاركات الأسئلة والأجوبة والمدونات الصغيرة ومقاطع الفيديو. تقدم توتيو لمستخدميها خلاصات معلومات شخصية مدعومة بخوارزميات التعلم الآلي. يتم تحديث موجز المحتوى بناءً على ما يتعلمه الجهاز عن تفضيلات القراءة للمستخدم.
وتعد شركة "بايت دانس إنترتينمنت" شركة تابعة لها.
حصلت بايت دانس على موسيقى بدء تشغيل موسيقي. و دمجت ميوزكلي مع دويون في تطبيق واحد تحت اسم تيك توك. كما تدير بيوزز فيديو وفيغو فيديو.
كان لدى بايت دانس أكثر من 800 مليون مستخدم نشط يوميًا (أكثر من مليار مستخدم متراكم) في جميع أنظمة المحتوى الخاصة به اعتبارًا من نوفمبر 2018. بلغت قيمة الشركة 78 مليار دولار اعتبارًا من نوفمبر 2018 ، وتعتبر واحدة من أكثر الشركات حيدة القيمة في العالم. وتحظى الشركة بدعم من كولبرج كرافيس روبرتس ومجموعة سوفت بنك و سكيويا كابيتال جنرال أتلانتيك وهيلهاوس كابيتال جروب.

## تاريخ

### الخلفية
في عام 2009 ، تعاون مهندس البرمجيات ورائد الأعمال تشانغ ييمينغ مع صديقه ليانغ روبو لتأسيس 99fang.com ، وهو محرك بحث عن العقارات. في أوائل عام 2012، استأجر الثنائي شقة في Zhongguancun وبدأوا، بالإضافة إلى عدد من موظفي 99fang، في تطوير تطبيق يستخدم خوارزميات البيانات الضخمة لتصنيف الأخبار وفقًا لتفضيلات المستخدمين ، والذي سيصبح فيما بعد Toutiao. في مارس من نفس العام ، أسس ييمينغ وليانغ بايت دانس.

## قضايا عامة
حازت الشركة على اهتمام الرأي العام العالمي بشأن مزاعم تفيد بأنها تعمل عن كثب مع الحزب الشيوعي الصيني للتجسس ومراقبة المحتوى المتعلق بالأويغور، ولا سيما المحتوى المتعلق بمعسكرات إعادة التعليم في شينجيانغ.

## وصلات خارجية
- الموقع الرسمي